# Alex Gregory
Alex Gregory (* 11. března 1984, Cheltenham, Spojené království) je britský veslař. Dvakrát se stal olympijským vítězem na čtyřce bez kormidelníka (2012, 2016). Je též pětinásobným mistrem světa.